# Tissi

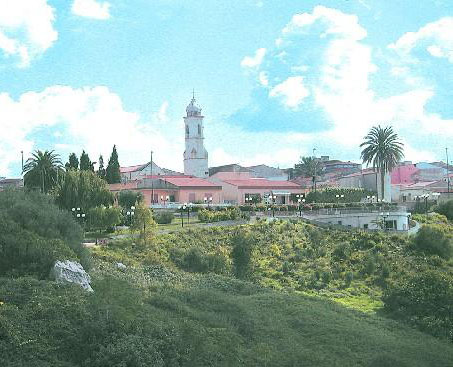
Blick auf Tissi

Tissi ist eine italienische Gemeinde (comune) in der Metropolitanstadt Sassari auf Sardinien. Die Gemeinde liegt etwa 5,5 Kilometer südsüdöstlich von Sassari.